# Villalgordo del Marquesado
Villalgordo del Marquesado község Spanyolországban, Cuenca tartományban. Villalgordo del Marquesado Alconchel de la Estrella, Villar de la Encina, Montalbanejo és La Almarcha községekkel határos. Lakosainak száma 64 fő (2024).

## Népesség
A település népessége az utóbbi években az alábbiak szerint változott:
| Lakosok száma | 124  | 114  | 116  | 100  | 98   | 103  | 87   | 80   | 73   | 64   |
|               | 2001 | 2004 | 2006 | 2009 | 2011 | 2014 | 2016 | 2019 | 2021 | 2024 |